# Mount Gibbs
Mount Gibbs är ett berg i Antarktis. Det ligger i Östantarktis. Nya Zeeland gör anspråk på området. Toppen på Mount Gibbs är 3 140 meter över havet, eller 405 meter över den omgivande terrängen. Bredden vid basen är 1,4 km.
Terrängen runt Mount Gibbs är bergig åt sydost, men åt nordväst är den kuperad. Trakten är obefolkad. Det finns inga samhällen i närheten.